# Peřimov
Peřimov település Csehországban, Semilyi járásban. Peřimov Háje nad Jizerou, Víchová nad Jizerou, Mříčná és Košťálov településekkel határos. Lakosainak száma 283 fő (2024. január 1.).

## Népesség
A település lakosságának változását az alábbi diagram mutatja:
| Lakosok száma | 794  | 817  | 656  | 327  | 262  | 228  | 242  | 269  | 272  | 283  |
|               | 1869 | 1900 | 1921 | 1961 | 1980 | 2011 | 2016 | 2019 | 2021 | 2024 |